# Pasažéři
Pasažéři (v anglickém originále Passengers) je americký sci-fi film z roku 2016, režírovaný Mortenem Tyldumem. Hlavní hvězdy hrají Jennifer Lawrenceová a Chris Pratt. Film měl premiéru ve Spojených státech amerických 21. prosince 2016.

## Obsazení
| Chris Pratt          | Jim Preston    |
| Jennifer Lawrenceová | Aurora Lane    |
| Michael Sheen        | Arthur         |
| Laurence Fishburne   | Gus Mancuso    |
| Andy García          | kapitán Norris |
| Aurora Perrineau     | Celeste        |

## Produkce
Původní skripta pro film Pasažéři napsal Jon Spaihts v roce 2007. Jednu chvilku měli ve filmu hrát hlavní role Keanu Reeves a Emily Bluntová, rozpočet filmu byl velice malý, pouze 35 milionů dolarů. Brian Kirk měl původní film režírovat. 5. prosince 2014 bylo oznámeno, že Sony Pictures Entertainment vyhrály práva na film v aukci. Na začátku roku 2015 bylo oznámeno, že film bude režírovat Morten Tyldum. Obsazení filmu bylo oznamováno postupně během února 2015 až ledna 2016. Lawrence si za roli odnesla 20 milionů dolarů a Chris Pratt 12 milionů dolarů. Natáčení začalo v září 2015 v Atlantě v Georgii.

## Hudba
Thomas Newman pro film složil hudbu. Spaiths se nechal slyšet, že scénář k filmu napsal při poslouchání Newmanovo instrumentální hudby. Skupina Imagine Dragons nahrála pro film skladbu „Levitate“. Byla vydána 29. listopadu 2016.

## Přijetí

### Tržby
Rozpočet filmu činil 110 milionů dolarů. V Severní Americe byl oficiálně uveden 21. prosince 2016, společně s filmy Zpívej a Assassin's Creed. Za úterní promítací večer film získal 1,2 milionů dolarů, 4,1 milionů dolarů získal za první den.

### Recenze
Na recenzní stránce Rotten Tomatoes získal ze 167 započtených recenzí 32 procent s průměrným ratingem 5 bodů z deseti. Na serveru Metacritic snímek získal z 48 recenzí 41 bodů ze sta. Na Česko-Slovenské filmové databázi snímek získal 74%.